# Число Гагена
Число́ Га́ґена ({\displaystyle \mathrm {Hg} }) — характеристичне число і критерій подібності в гідродинаміці, що виражається співвідношенням тиску до в'язкого тертя. Назване на честь німецького інженера-гідравліка Ґоттгільфа Гаґена (1796—1784). Записується рівнянням:
{\displaystyle \operatorname {Hg} \,={\frac {L^{3}}{\rho \nu ^{2}}}\,\left(-{\frac {dp}{dx}}\right)},
де:
{\displaystyle {\frac {dp}{dx}}} — градієнт тиску (знак «мінус», пов'язаний з тим, що рідина рухається в бік протилежний до напрямку градієнта);
{\displaystyle L\,} — характеристична довжина;
{\displaystyle \nu \,} — кінематична в'язкість;
{\displaystyle \rho \,} — густина.

## Часткові випадки
Число Гаґена є узагальненням чисел Архімеда і Грасгофа. Так, якщо градієнт тиску обумовлений лише силою тяжіння:
{\displaystyle {\frac {dp}{dx}}=-g\Delta \rho },
то отримаємо число Архімеда.
Якщо ж градієнт тиску пов'язаний з тепловим розширенням:
{\displaystyle {\frac {dp}{dx}}=-g\rho \beta \Delta T},
то отримується число Грасгофа.